# Cou Kchaj
Cou Kchaj, pchin-jin Zou Kai, čínské znaky 邹凯 (* 25. února 1988 Lu-čou) je čínský gymnasta. S pěti zlatými medailemi je nejúspěšnějším čínským olympionikem v historii. Na Letních olympijských hrách 2008 v Pekingu vyhrál prostná, hrazdu a soutěž družstev a na Letních olympijských hrách 2012 v Londýně vyhrál prostná a soutěž družstev a na hrazdě obsadil třetí místo. Je také pětinásobným mistrem světa: v roce 2006 a 2007 v týmové soutěži, v roce 2009 na hrazdě a na MS 2011 vyhrál soutěž družstev i hrazdu. Na Asijských hrách získal v roce 2006 zlaté medaile v prostných a družstvech a v roce 2014 v prostných a na hrazdě.